# Eduard Aust
Eduard Aust (11 de agosto de 1920 - † 9 de janeiro de 1945) foi um comandante de U-Boot que serviu na Kriegsmarine durante a Segunda Guerra Mundial. Afundou um navio de guerra soviético com 39 toneladas.

## Carreira

### Patentes
| Offiziersanwärter    | 15 de setembro de 1939 |
| Fähnrich zur See     | 1 de julho de 1940     |
| Oberfähnrich zur See | 1 de julho de 1941     |
| Leutnant zur See     | 1 de março de 1942     |
| Oberleutnant zur See | 1 de outubro de 1943   |

### Condecorações
| Cruz de Ferro 2ª Classe                        | 1 de dezembro de 1942   |
| Badge de Guerra dos U-boots 1939               | 19 de fevereiro de 1943 |
| Cruz do Mérito de guerra 2ª Classe com Espadas | 1 de setembro de 1944   |

### Patrulhas
|       | Comandante | Partida                | Partida | Chegada                | Chegada  | Dias    | Toneladas |
| ----- | ---------- | ---------------------- | ------- | ---------------------- | -------- | ------- | --------- |
| 1     | U-679      | 2 de novembro de 1944  | Danzig  | 27 de dezembro de 1944 | Libau    | 56 dias | 39        |
| 2     | U-679      | 30 de dezembro de 1944 | Libau   | 9 de janeiro de 1945   | Afundado | 11 dias |           |
| Total | Total      | Total                  | Total   | Total                  | Total    | 67 dias | 39 t      |

### Sucessos
- 1 navio de guerra com 39 toneladas[1]

| Data                   | U-Boot | Nome da Embarcação | Toneladas | Nacionalidade |
| ---------------------- | ------ | ------------------ | --------- | ------------- |
| 18 de novembro de 1944 | U-679  | SK-62              | 39        | soviético     |
| Total                  | Total  | Total              | 39        |               |